# 卢旺达议会
卢旺达议会（法語：Parlement du Rwanda；卢旺达语：Inteko Ishinga Amategeko y’u Rwanda）是卢旺达的国家立法机关。卢旺达议会实行两院制，由参议院和众议院组成。每届议会任期5年。议会由人民比例代表制普选产生。组成人员成为议员。